# Selaginella raynaliana
Selaginella raynaliana är en mosslummerväxtart som beskrevs av Tard.-blot. Selaginella raynaliana ingår i släktet mosslumrar, och familjen mosslummerväxter. Inga underarter finns listade i Catalogue of Life.